# 青岛中央商务区
青岛中央商务区（青岛CBD）是位于中华人民共和国山东省青岛市市北区的综合性商务片区，于2005年6月获批开建。范围为山东路以东、福州北路以西、延吉路以北、辽源路以南，占地面积2.46平方公里。青岛中央商务区现址曾是200余家企业所在地，后经拆迁重建，现已有万达广场、西王大厦、中央广场等坐落于此，并吸引了罗氏制药、中国海运、中国国旅等知名企业在此设置区域性总部。